# Dülmen
Dülmen är en stad i den tyska delstaten Nordrhein-Westfalen. Staden har cirka 48 000 invånare, på en yta av 185 kvadratkilometer, och ingår i Münsters storstadsområde.

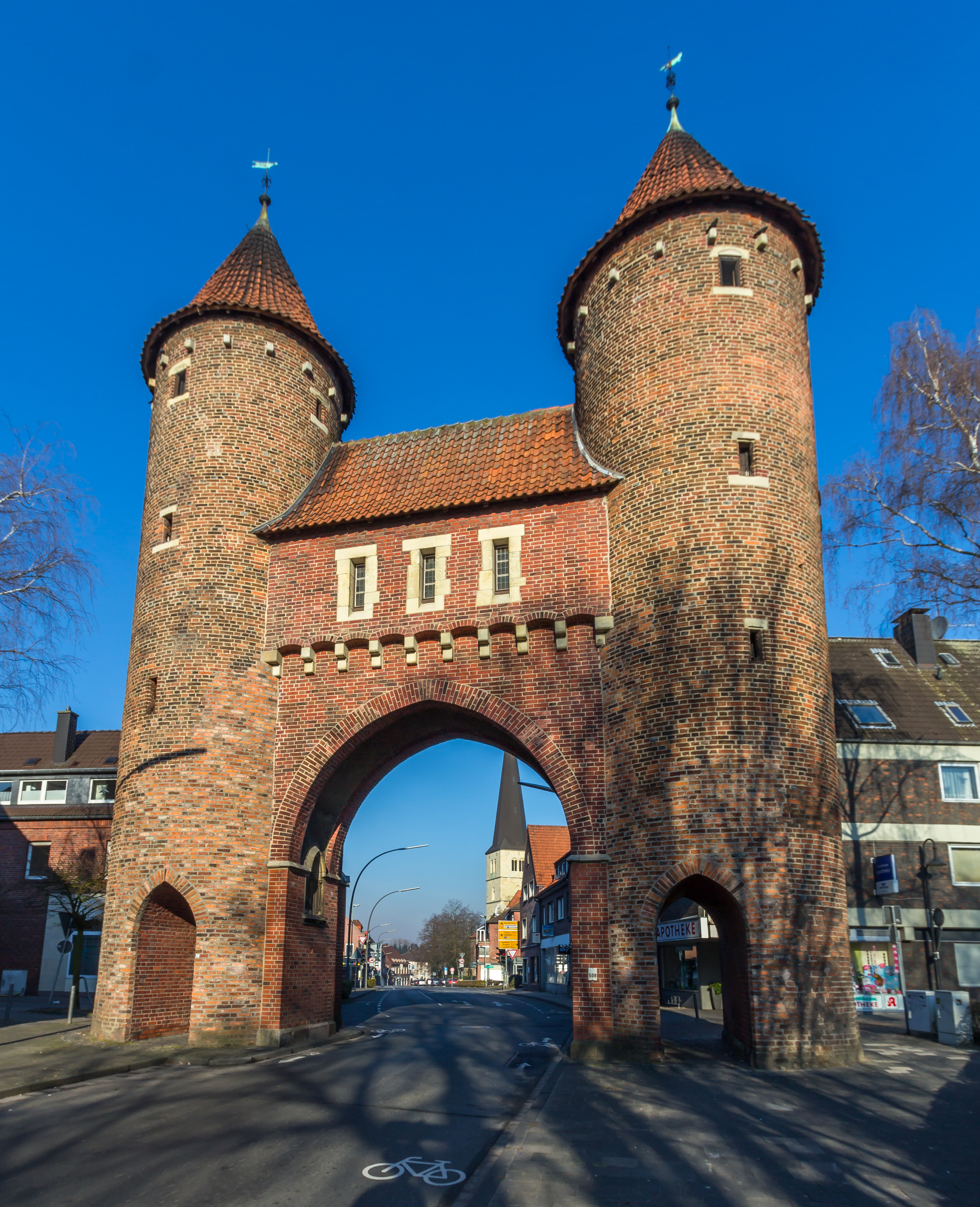
Stadsportal
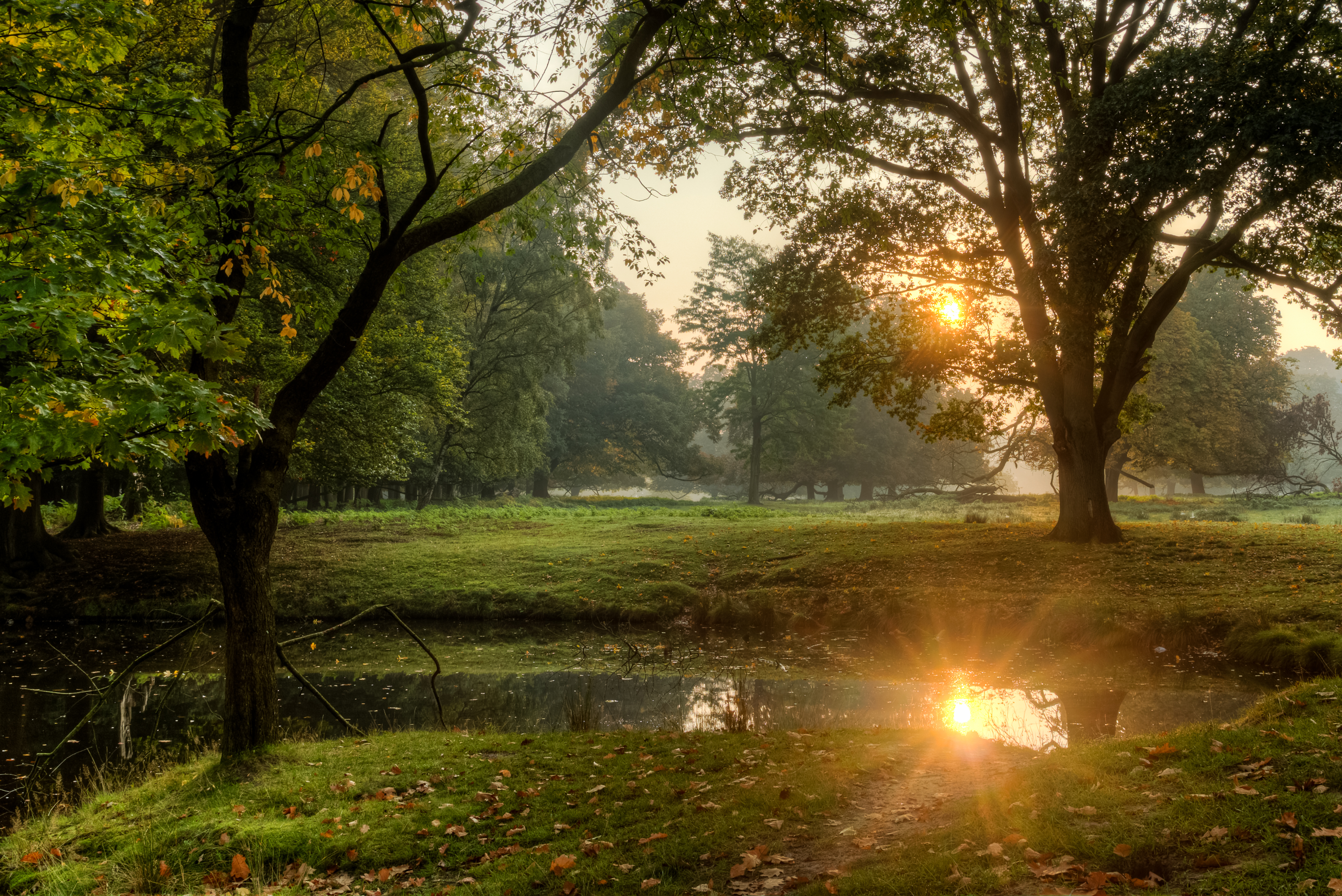
Naturpark